# Merced (Costa Rica)
Merced es el distrito número dos del cantón de San José en la provincia homónima, se encuentra en su totalidad contenido dentro de los límites de la ciudad de San José. 
Merced es un distrito con carácter predominantemente residencial y comercial, donde se ubican diversos mercados, así como paradas de autobuses que facilitan la movilidad urbana.

## Toponimia
El nombre del distrito se originó en un antiguo templo católico del siglo XIX dedicado a la Virgen de la Merced, que se encontraba en el actual Banco Central de Costa Rica. Sin embargo, en 1888 fue destruido por un sismo y se decidió edificar una nueva parroquia en el distrito de Hospital, la actual Iglesia de Nuestra Señora de La Merced diseñada por los arquitectos costarricenses Lesmes Jiménez Bonnefil y Jaime Carranza Aguilar, e inaugurada en 1894.

## Ubicación
El distrito de Merced está localizado al noroeste de San José. Sus límites son:
- Norte: Cantón de Tibás y Distrito de La Uruca
- Oeste:Distrito de Mata Redonda
- Este:Distrito de Carmen
- Sur:Distrito de Hospital.

## Geografía
Merced cuenta con un área de 2,2 km² y una altitud media de 1154 m s. n. m.

## Demografía
Para el año 2022, Merced cuenta con una población estimada de 15 804 habitantes, y para el último censo efectuado, en 2011, Merced contaba con una población de 12 257 habitantes.
Según el censo de 2011, 3403 habitantes del distrito Merced fueron nacidos en otro país (un 27.8 % del total de la población distrital), un 10 % más en comparación con las cifras del censo 2000, las cuales señalaban 3086 personas nacidas en el extranjero. La gran mayoría (2624 personas en 2011) reportaron haber nacido en Nicaragua. Los países más señalados por los residentes del distrito como país de procedencia se muestran a continuación a continuación.
| País de Nacimiento       | Total 2000 | % Extranj. | Total 2011 | % Extranj. |
| ------------------------ | ---------- | ---------- | ---------- | ---------- |
| Nicaragua                | 2.456      | 79,6       | 2.624      | 77,1       |
| Colombia                 | 65         | 2,1        | 280        | 8,2        |
| República Dominicana     | 58         | 1,9        | 149        | 4,4        |
| Panamá                   | 48         | 1,6        | 52         | 1,5        |
| El Salvador              | 65         | 2,1        | 44         | 1,3        |
| Nacidos en el extranjero | 3.086      | 100,0      | 3.403      | 100,0      |

## Transporte

### Carreteras
Al distrito lo atraviesan las siguientes rutas nacionales de carretera:
- Ruta nacional 1
- Ruta nacional 108

## Barrios

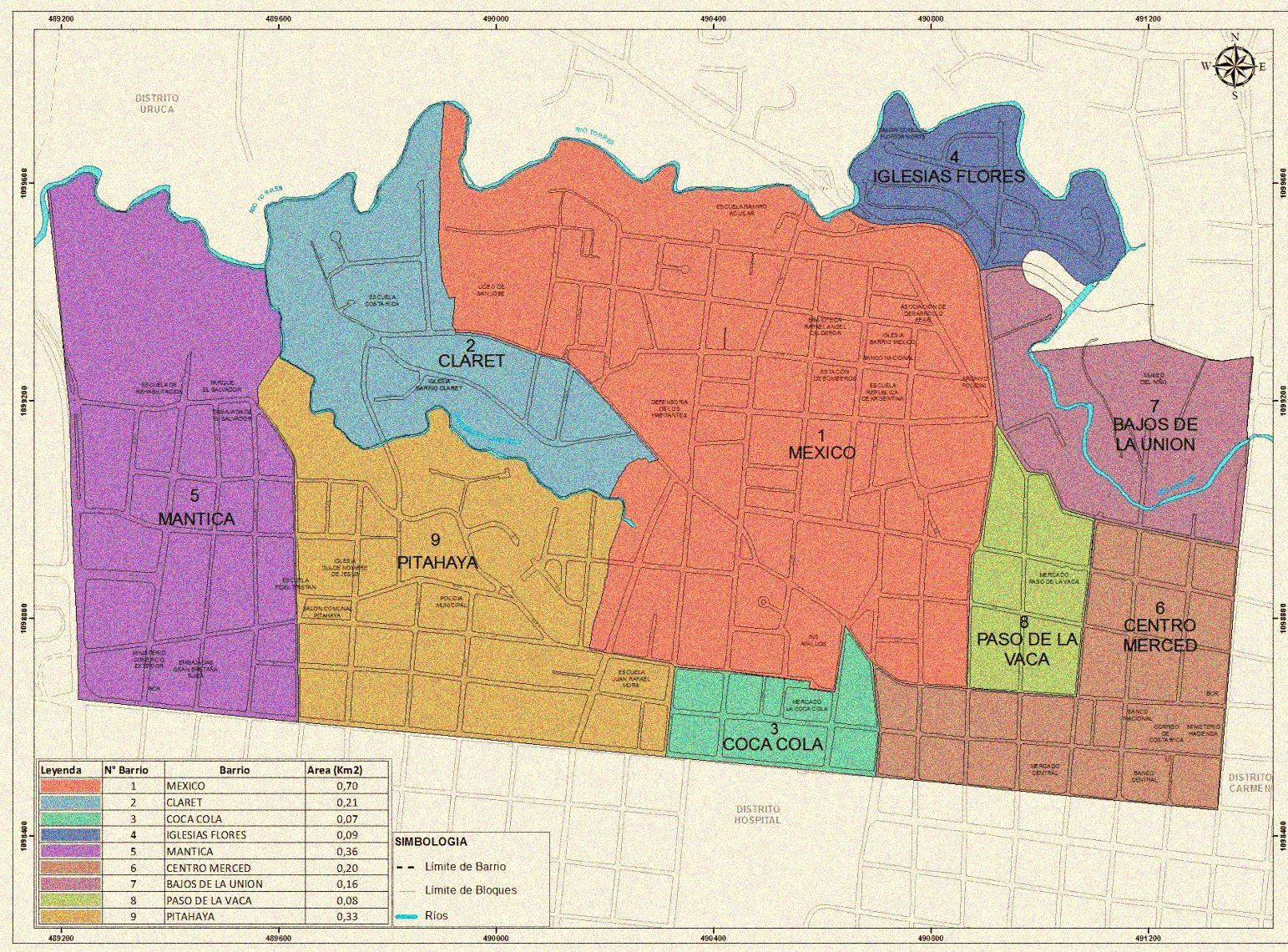
Mapa de Merced

El distrito de Merced tiene 10 barrios: Bajos de la Unión, Claret, la Coca Cola, Iglesia Flores, Mántica, México, Paso de la Vaca, Pitahaya y Rincón de Cubillos.
En el distrito se ubican el Museo de los Niños, el Mercado Central (construido en 1880) y el Mercado Borbón. Además, en este distrito se encuentra la Zona Roja, uno de los sectores más peligrosos de la ciudad.

## Instituciones
En territorio de Merced se ubican diversas instituciones de gran importancia para la vida del país:
- Banco Nacional de Costa Rica
- Banco Central de Costa Rica
- Edificio de Correos y Telégrafos
- Sede Corporativa La Merced Instituto Nacional de Seguros (INS)

## Concejo de distrito
El Concejo de distrito de Merced vigila la actividad municipal y colabora con los respectivos distritos de su cantón. También está llamado a canalizar las necesidades y los intereses comunales, por medio de la presentación de proyectos específicos ante el Concejo Municipal. El presidente del Concejo del distrito es el síndico propietario de Alianza por San José, Ronald Naranjo Solís. El concejo del distrito se integra por:
| #                       | Partido                     | Nombre                           |
| Síndico propietario     | Síndico propietario         | Síndico propietario              |
| ----------------------- | --------------------------- | -------------------------------- |
| 1                       | Alianza por San José        | Ronald Naranjo Solís             |
| Síndico suplente        |                             |                                  |
| 2                       | Alianza por San José        | Nubia Ordóñez Ugalde             |
| Concejales propietarios |                             |                                  |
| 3                       | Alianza por San José        | David Bendaña García             |
| 4                       | Alianza por San José        | Margarita Caravaca Araya         |
| 5                       | Partido Liberación Nacional | María del Milagro Umaña Valverde |
| 6                       | Partido Liberación Nacional | Aníbal Garita Arrieta            |
| Concejales suplentes    |                             |                                  |
| 7                       | Alianza por San José        | Federico Senior Grant            |
| 8                       | Alianza por San José        | Marianela Madriz Carvajal        |
| 9                       | Partido Liberación Nacional | Herlinton Bernutti González      |
| 10                      | Partido Liberación Nacional | Patricia Oviedo Céspedes         |